# Skřele

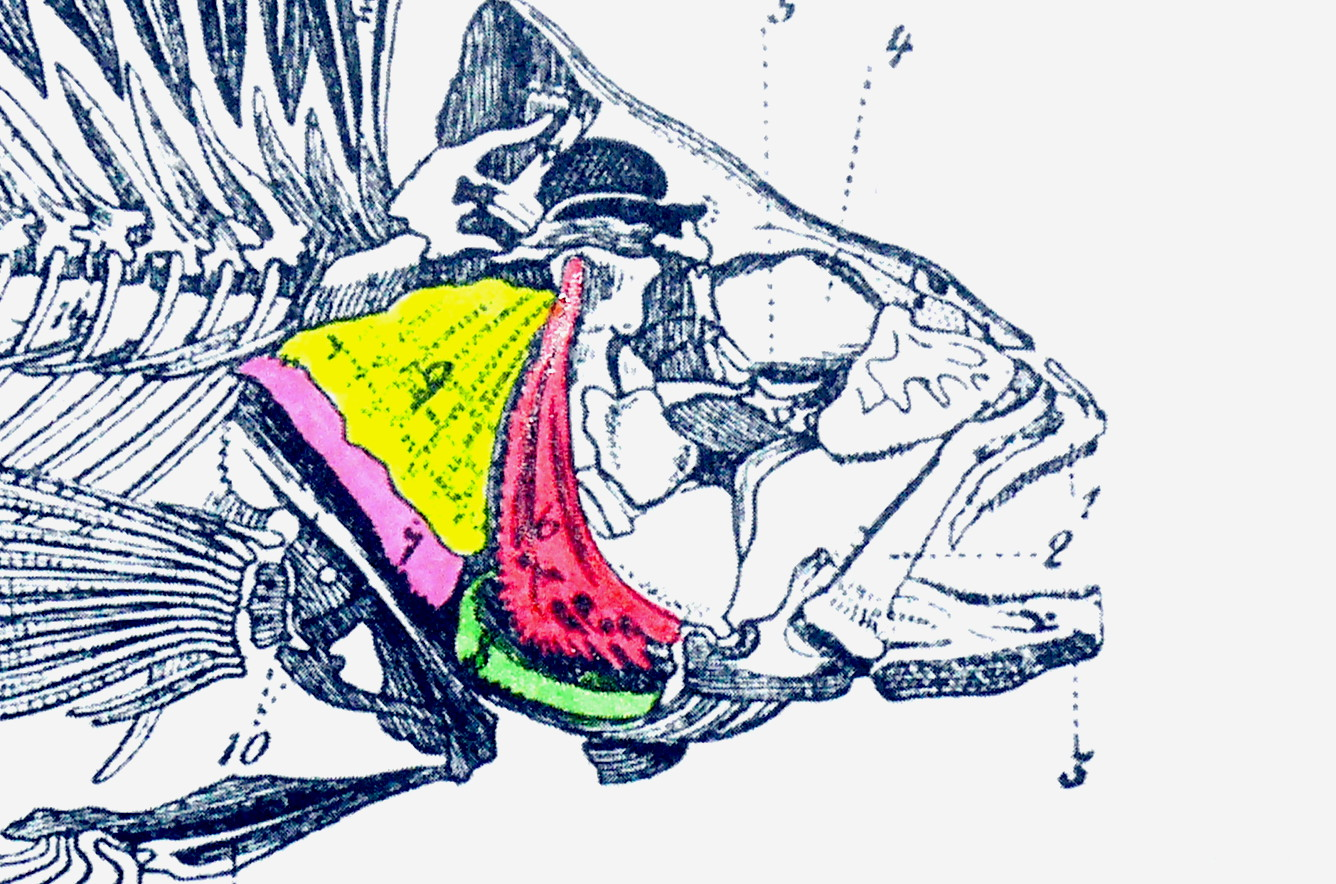
Skřele (jednotlivé kosti znázorněny barevně)

Skřele je párový plochý orgán ryb nacházející se na předělu mezi hlavou a tělem, který chrání žábry před vnějším poškozením. Skřele sestává ze čtyř kostí – skřelové předvíčko (Praeoperculum), skřelové mezivíčko (Interoperculum), skřelové víčko (Operculum) a skřelové podvíčko (Suboperculum). Vzhled skřelí se u jednotlivých druhů ryb liší. Umožňují např. kaprům dýchat i když se nehýbají, a to tak, že se ústy nasaje voda, skřele ji potom vypustí do žaber, ty si potom vezmou kyslík a vypustí vodu.